# Rituximab
A Rituximab egy  Rituxan® és MabThera® néven forgalomba került mesterséges monoklonális antitest, mely a B-sejtek sejtfelszínén található CD20 molekulát ismeri fel. Elsősorban a B-sejtes non-Hodgkin limfómák, a B-sejtes leukémiák és néhány autoimmun kórkép kezelésére használják.

## Története
A rituximabot a IDEC Pharmaceuticals fejlesztette ki, és először az  FDA hagyta jóvá alkalmazását 1997-ben olyan limfómáknál  amelyek más kemoterápiás módszerekre nem reagáltak.
A végleges szabadalmaztatása a McLaughlin et al tanulmánya után történt meg.Manapság ez a standard bevezető terápia az agresszív B- sejtes limfómáknál (pl.: diffúz nagy B-sejtes limfóma) CHOP kemoterápiával kombinálva.
Pillanatnyilag az Egyesült Államokban a Biogen Idec és Genentech, az EU-ban a Roche forgalmazza.

## Felhasználás
A rituximab csökkenti a B-sejtek számát, ezért olyan betegségek kezelésére használják, amelyeket a B-sejek túl nagy száma, hiperaktivitása, vagy diszfunkciója jellemez.

### Daganatos betegségek
A legtöbb rituximabot kapó betegnek daganatos betegsége van, például leukémiája vagy limfómája.

### Autoimmun betegségek
A rituximab hatásosnak bizonyult a reumatoid artritisz kezelésében három randomizált tanulmányban és mára engedélyezve lett a használata a nehezen gyógyuló esetekre. . (Az FDA metotrexáttal (MTX) való kombinációját hagyta jóvá a közepes és a súlyos aktív remumatoid artritiszben szenvedő felnőtt betegeknek a tünetek enyhítésére, akik nem kielégítően válaszoltak a tumor nekrózis faktor (TNF) antagonista terápiára.)
Van bizonyíték arra is, hogy a rituximab hatékony más autoimmun betegségekben is, például az idiopátiás autoimmun hemolítikus anémia,  az idiopátiás thrombocytopéniás purpura (ITP), Evans syndrome, vaszkulitis, bullózus bőrelváltozások, egyes típusú diabétesz, Sjögren-szindróma, Devic-szindróma és szisztémás lupus erythematosus.

### Szervátültetés utáni kilökődés elleni terápia
A rituximabot most már használhatják a veseátültetésen átesettek kezelésében is. A gyógyszer kifejezetten hatékony az olyan átültettet szerveknél, ahol a donor és a recipiens vércsoportja nem egyezik. Szintén használhatják indukciós terápiaként olyan betegeknél veseátültetés előtt, akiknél a kilökődés veszélye nagyobb (pl.: többedik átültetés).

## Mechanizmus
Az antitest  kötődik a CD20 sejtfelszíni markerhez. A CD20 marker B-limfocitákra specifikus. Nem válik le, modulálódik, vagy internalizálódik. Habár a CD20 marker funkciója nem teljesen ismert, valószínűsíthető, hogy szerepet játszhat a plazmamemebrán Ca2+ áteresztő képességének változásában, ezzel szabályozva az intracelluláris Ca2+ koncentrációt és ezzel a B-sejtek aktivációját.
A rituximab pontos hatásmechanizmusa nem teljesen tisztázott, a következő mechanizmusok állhatnak a háttérben:
- Az Fc-rész mediálta antitest-függő celluláris citotoxicitás (ADCC) és komplement-függő citotoxicitás (CDC).
- Általános sejtciklust szabályozó hatás.
- Növeli az MHC II és az LFA-1 és LFA-3 (lymphocyte function-associated antigen) adhéziós molekulák expresszióját.
- Kiváltja a CD23 marker elvesztését.
- Downregulálja a B-sejt receptor képzését.
- Apoptózist (sejthalált) indukál.

A kombinált effektus a B-limfociták eliminálódásához vezet a szervezetből (beleértve a rákos sejteket is), ami lehetővé teszi, hogy a limfatikus őssejtekből új, egészséges B-limfociták képződhessenek.
Binder és munkatársai tovább kutatták a rituximabot kötő CD20 molekulát és rájöttek, hogy a  170-173 és 182-185 aminosavak között, amelyek fizikailag  közel vannak egymáshoz, egy diszulfid híd alakul ki a 167-es és a 183-as aminosav között.

## Mellékhatások
Súlyos mellékhatások:
- Számos infúziós komplikáció
- Tumor lízis szindróma, okozta akut veseelégtelenség
- Infekciók
  - Hepatitis B reaktiváció
  - Egyéb virális  fertőzések
  - Progresszív multifokális leukoencefalopátia (PML)
- Immunrendszer károsodás súlyos B-sejt szám csökkenéssel: a non-Hodgkins lymphomás

betegek 70 - 80% -ánál
- Tüdőkárosodás[8]